# Ischioscia nitida
Ischioscia nitida är en kräftdjursart som först beskrevs av Edward John Miers 1877.
Ischioscia nitida ingår i släktet Ischioscia och familjen Philosciidae. Inga underarter finns listade i Catalogue of Life.